# شمالگان روسیه

شمالگان روسیه
قلمروهای مورد اختلاف

شمالگان روسیه یا شمال دور (به روسی: Дальний Север) بخش پهناوری از شمال روسیه را دربر گرفته‌است. این ناحیه که در مدار قطبی جای دارد دارای معدن‌ها و منابع طبیعی فراوان است.
به‌طور رسمی این ناحیه همهٔ یاقوتستان، استان ماگادان، استان کامچاتکا و استان مورمانسک را پوشش می‌دهد همچنین بخش‌هایی از شهرهای آرخانگلسک، کومی، استان تیومن، سرزمین کراسنویارسک، استان ایرکوتسک، استان ساخالین، سرزمین خاباروفسک و همهٔ جزیره‌های اقیانوس منجمد شمالی و دریاهایش: دریای برینگ و دریای اختسک در پوشش این منطقه است. دیگر جاهای روسیه که اقلیم خشن دارند را هم از نظر شرایط کار برابر با «شرایط ناحیهٔ شمالگان» در نظر می‌گیرند.

پیوند=|بندانگشتی|NaNxNaNپیکسل